# Edison Fonseca
Edison Fonseca Pulgarín (n. Cartago, Colombia, 25 de febrero de 1984) también conocido como el "El Tigre Fonseca" es un futbolista colombiano. Juega de delantero. Actualmente se encuentra sin equipo tras pasar por el Caçador Atlético Clube en 2022.

## Trayectoria

### Colombia
A inicios del 2005 fichó por Envigado procedente del Deportivo Pereira club en el que jugó 4 años. En el Torneo Apertura 2005 fue el goleador de su equipo con 11 goles por lo que fue observado por varios clubes, fichando finalmente en el Atlético Nacional.
En Colombia también pasaría por Deportivo Pereira, Deportes Tolima, Cucutá Deportivo.
Jugó al lado de los mundialistas Luis Tejada, Freddy Guarín, David Ospina y  Camilo Zúñiga.

### Internacional
Por fuera de Colombia ha jugado en 8 países diferentes (El Salvador, Chile, Irán, Líbano, Vietnam, Indonesia, Birmania, Tailandia y Brasil) donde se ha destacado por ser un goleador de raza más que todo en las ligas asiáticas donde ya es bastantemente conocido como edison el tigre fonseca.
En Birmania fue goleador y se destacó durante 5 temporadas, para finales de mayo de 2017 ficharía por Bangkok Glass Football Club de Tailiandia (referencia minuto 3:06 https://youtube.com/watch?v=_yqzeBkAjXI)

## Clubes
| Club              | País        | Año         |
| ----------------- | ----------- | ----------- |
| Deportivo Pereira | Colombia    | 2001 - 2004 |
| Envigado FC       | Colombia    | 2005        |
| Atlético Nacional | Colombia    | 2005        |
| Deportes Tolima   | Colombia    | 2006        |
| Cobresal          | Chile       | 2007        |
| Cúcuta Deportivo  | Colombia    | 2008        |
| Alianza F.C.      | El Salvador | 2008        |
| Pelita Jaya       | Indonesia   | 2009        |
| Mes kerman        | Irán        | 2010 - 2011 |
| ?                 | Líbano      | 2011        |
| NB Sai Gon        | Vietnam     | 2011 - 2012 |
| Yadanabon FC      | Birmania    | 2013 - 2014 |
| Ayeyawady United  | Birmania    | 2015 - 2017 |
| Bangkok Glass     | Tailandia   | 2017        |
| Caçador AC        | Brasil      | 2022        |

## Tripletas
1º,  21 de marzo de 2012, en la Copa Asiática, NB Sai Gon 3-1 Arek Malang.

2º, 4 de abril de 2012, en la Copa Asiática, NB Sai Gon 4-1 Ayeyawady United.

3º, 5 de abril de 2014, en la Primera División de Birmania, Yadanarbon 5-0 GFA FC.

## Palmarés

### Campeonatos nacionales
| Título                        |  | Club                          | País     | Año       |
| ----------------------------- |  | ----------------------------- | -------- | --------- |
| Liga Nacional de Birmania (2) |  | Yadanabon FC Ayeyawady United | Birmania | 2014 2015 |

### Distinciones individuales
| Distinción          | Club         | País     | Temporada | Goles    |
| ------------------- | ------------ | -------- | --------- | -------- |
| Goleador de la Liga | Yadanabon FC | Birmania | 2013-2014 | 21 goles |